# Fuskåsån
Fuskåsån eller Fuskåsbäcken är det största biflödet till Nianån i Hälsingland. Huvudsakligt källflöde Källsjöbäcken. Längd ca 2 km räknat från Fuskåssjön, inklusive källflödet cirka 12 km. Flodområde cirka 30 km².